# Musgråskivling
Musgråskivling (Tephrocybe murina) är en svampart som först beskrevs av August Johann Georg Karl Batsch, och fick sitt nu gällande namn av Meinhard (Michael) Moser 1967. Tephrocybe murina ingår i släktet Tephrocybe och familjen Lyophyllaceae.   Inga underarter finns listade i Catalogue of Life.
I den svenska databasen Dyntaxa används istället namnet Lyophyllum murinum för samma taxon.  Arten är reproducerande i Sverige.